# Mathieu Belloir
 (décembre 2023).
Pour les articles homonymes, voir Belloir.
Mathieu Belloir, né le 22 avril 2000 à Saint-Malo (Ille-et-Vilaine), est un patineur de vitesse français.

## Biographie
Mathieu Belloir est originaire de Saint-Malo et vit à Inzell où il s'entraîne en l'absence d'anneau de glace en France, d'abord pour des stages puis à plein temps à partir de 2019. Il est hémophile et interdit de sport jusqu'à se lancer dans la compétition sportive à l'âge de douze ans, d'abord en roller puis sur glace.
En 2019, il est en pôle France de roller et fait du patinage de vitesse à l'étranger l'hiver.
Il participe à ses premières coupes du monde pendant la saison 2021-2022. En janvier 2022, il finit quinzième de la mass start aux Championnats d'Europe.
En décembre 2023, il se place deuxième du groupe B au mass start en coupe du monde. Le 2 janvier 2025, il obtient son premier podium en coupe du monde avec une troisième place au mass start.